# Мудрий Ярослав Володимирович
Яросла́в Володи́мирович Му́дрий (1972, с. Почапинці, Тернопільська область — 9 липня 2022, м. Часів Яр, Донецька область) — український військовослужбовець, солдат Збройних сил України, учасник російсько-української війни. Кавалер ордена «За мужність» III ступеня (2023, посмертно), почесний громадянин міста Тернополя (2022, посмертно).

## Життєпис
Закінчив Львівський міліцейський ліцей. Працював в органах внутрішніх справ.
Служити пішов за контрактом, був головним сержантом стрілецького взводу. Загинув 9 липня 2022 року в м. Часів Яр на Донеччині.
Похований 15 липня 2022 року у родинному селі. Залишився син, мама і брат.
Проживав у м. Тернополі.

## Нагороди
- орден «За мужність» III ступеня (9 січня 2023, посмертно) — за особисту мужність і самовідданість, виявлені у захисті державного суверенітету та територіальної цілісності України, вірність військовій присязі[1];
- почесний громадянин міста Тернополя (22 серпня 2022, посмертно)[2][3].

## Військові звання
- солдат.